# Jalid Sheldrake
Jalid Sheldrake, nacido como Bertie William Sheldrake (1888-1947), fue un fabricante de encurtidos y filántropo inglés que se convirtió al islam. En 1934, fue declarado rey del Estado efímero de Islamistán, en la región de Sinkiang de China, durante la era de los señores de la guerra, pero no llegó a asumir el poder antes de la derrota del Estado.

## Primeros años
Sheldrake era el hijo de Gosling Mullander Sheldrake (más conocido como «George»), un fabricante de condimentos del sureste de Londres. Sheldrake fue criado como católico, pero en 1903 se convirtió al islam y se cambió de nombre a Jalid.

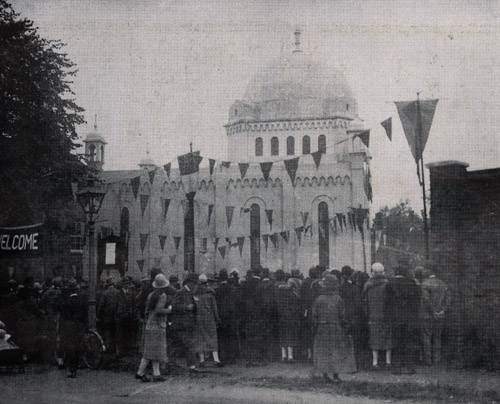
Inauguración de la mezquita Fazl, Londres, en 1926.

En 1920, Sheldrake fundó un periódico llamado Britain and India. También fundó el Muslim News Journal y era el editor de una revista mensual llamada The Minaret. Se le concedió un doctorado honoris causa en literatura de Ecuador.
Sheldrake ayudó a fundar la mezquita Fazl en Southfields, suroeste de Londres, que se inauguró en 1926. Más tarde, fundó mezquitas en Peckham Rye y East Dulwich, en el suroeste de Londres. Fundó la Western Islamic Association, que abrió una sucursal en South Shields en 1930.
Sheldrake se casó con una mujer llamada Sybil, que se convirtió al islam y se cambió de nombre a Ghazia. Tuvieron dos hijos. La familia se instaló en los suburbios de Forest Hill, Londres, desde donde Sheldrake iba a trabajar a la fábrica de encurtidos de la familia en Denmark Hill.
Sheldrake quería convertir a sus conciudadanos británicos al islam. En 1932, llevó a cabo la conversión de Gladys Milton Palmer, la mujer de Bertram Willes Dayrell Brooke, a bordo de un avión de 42 plazas fletado por Imperial Airways sobre el canal de la Mancha. Gladys era hija del magnate de las galletas Huntley & Palmers, Walter Palmer, y Brooke era hijo de Charles Vyner Brooke, el último rajá de Sarawak. Sheldrake la rebautizó como Jair-ul-Nissa («La más bella de las mujeres»).

## Rey de Islamistán

Mapa de China con la Primera República del Turquestán Oriental en rojo.

A principios de los años treinta, una serie de rebeliones entre la población mayoritariamente musulmana de Sinkiang privó a la República de China del control de la región. Se fundaron varios Estados efímeros islámicos, entre ellos la Primera República del Turquestán Oriental y el Emirato de Jotán. El Turquestán Oriental buscaba el reconocimiento internacional, pero se opusieron a él todas las potencias con influencia en la región: China, Afganistán, Japón, la Unión Soviética y el Reino Unido.
En 1933, Sheldrake dio la bienvenida a una delegación del Turquestán Oriental a su hogar de Forest Hill y aceptó su invitación para convertirse en el soberano de «Sinkiang». Al poco rato, partió hacia China. De paso, visitó comunidades musulmanas en Filipinas, Borneo, Sarawak y Singapur. El 3 de octubre de 1933, llegó a Hong Kong a bordo del transatlántico estadounidense President Coolidge.
En Hong Kong, Sheldrake dio una serie de conferencias sobre el islam. Confió a un reportero del South China Morning Post (SCMP) que le habían ofrecido el reinado de Sinkiang, pero le juró guardar el secreto. El SCMP no publicó la noticia hasta el 30 de marzo de 1934, más de quince días después de que The New York Times revelara que Sheldrake había aceptado la invitación del Turquestán Oriental para convertirse en su rey.
Sheldrake viajó desde Shanghái hasta Pekín, donde llegó en mayo de 1934 y se hospedó en una habitación del hotel de la Compagnie Internationale des Grands Hotels. Pese a la vigilancia policial china, una delegación del Turquestán Oriental visitó a Sheldrake en el hotel y reiteró su oferta de convertirlo en su jefe de Estado. Sheldrake aceptó el título de «Su Majestad el Rey Jalid de Islamistán».
Sheldrake visitó Japón y Tailandia para terminar sus conferencias confirmadas. Los periódicos británicos apodadan a Sheldrake «el rey encurtido de Tartaria», «el emir inglés de Kasgar», «el señor del techo del mundo» y «el rey suburbano de Tartaria».[cita requerida] Ghazia viajó desde Londres hasta el Lejano Oriente para estar con Sheldrake. La pareja se marchó de Pekín y viajó vía caravana de camellos hacia Kasgar, la que iba a ser su capital.
Sin embargo, hacia junio de 1934, los rumores estaban socavando el futuro de Sheldrake. Se afirmaba que quería saquear los yacimientos de jade de Sinkiang, o que era un espía del Reino Unido, o que si lo coronaban rey, el Reino Unido controlaría Sinkiang. El periódico soviético Izvestia alegó que, de ser coronado, el Imperio británico se anexionaría Sinkiang igual que Japón había hecho con Manchuria. China y Japón también se opusieron a la coronación prevista, y los musulmanes afganos le retiraron su apoyo.
A principios de agosto, los Sheldrake se estaban acercando a Sinkiang, pero descubrieron que la coalición de facciones que había creado el Turquestán Oriental estaba sumida en la violencia y que fuerzas respaldadas por los soviéticos y dirigidas por el señor de la guerra Sheng Shicai estaban restableciendo el control chino. Sin llegar a Sinkiang, la pareja huyó a la India británica con algunos de los líderes de lo que habría sido el Turquestán Oriental. Los Sheldrake se quedaron en Haiderabad y luego volvieron a Inglaterra.

## Últimos años
Sheldrake siguió dando conferencias sobre el Turquestán cuando regresó al Reino Unido, pero pocas personas estaban interesadas. Siguió recaudando fondos para nuevas mezquitas y organizaciones de beneficencia musulmanas. Viajó por África del norte y Europa central y contribuyó al negocio familiar comprando pepinillos en Turquía. Durante la Segunda Guerra Mundial, trabajó para el British Council en Ankara. Volvió al Reino Unido en 1944 y falleció en 1947.